# Rača, Domžale
Rača este o localitate din comuna Domžale, Slovenia, cu o populație de 27 de locuitori.